# Rue de Belzunce
Pour les articles homonymes, voir Belsunce.
La rue de Belzunce est une voie du 10e arrondissement de Paris, en France.

## Situation et accès
La rue de Belzunce est une voie publique située dans le 10e arrondissement de Paris. Elle débute au 109, boulevard de Magenta et se termine aux 118, rue du Faubourg-Poissonnière et 86, rue de Maubeuge après avoir desservi les rues Bossuet, Saint-Vincent-de-Paul, Fénelon et de Rocroy. Elle contourne le chevet de l'église Saint-Vincent-de-Paul.

## Origine du nom

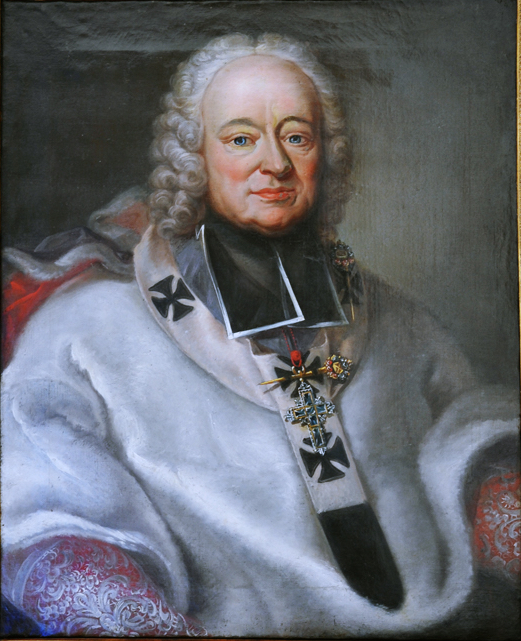
Henri de Belsunce.

Elle porte le nom de Henri François-Xavier de Belsunce de Castelmoron (1671-1755), évêque de Marseille qui se signala pendant la peste qui ravagea cette ville en 1720 et 1721.

## Historique
La rue est ouverte, sur l'ancien clos Saint-Lazare, de la rue Lafayette, parallèlement à l'arrière façade de l'église Saint-Vincent-de-Paul par ordonnance royale du 31 janvier 1827 :

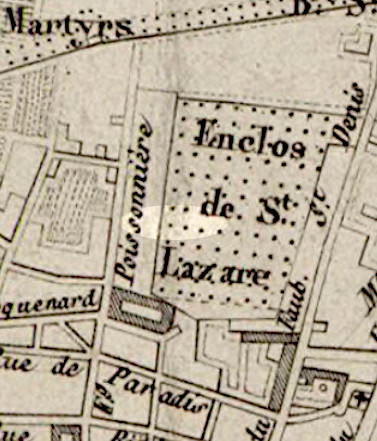
Emplacement (pastille claire) de la future rue de Belzunce sur le plan de L.A. Baratte de 1814.
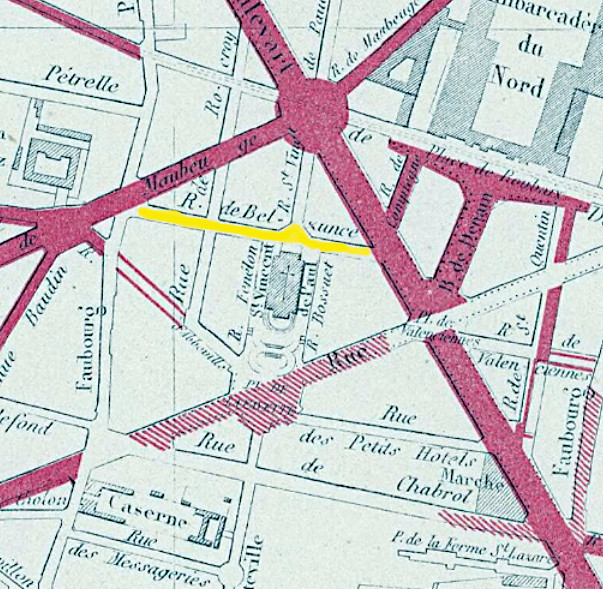
La rue de Belzunce (en jaune) sur le plan d'Eugène Andriveau-Goujon  de 1848 ; en rose, les futures voies à tracer.

Elle prend son nom actuel par ordonnance du 5 août 1844 et est prolongée en 1861 de la rue de Rocroy à la rue de Maubeuge.

## Bâtiments remarquables et lieux de mémoire

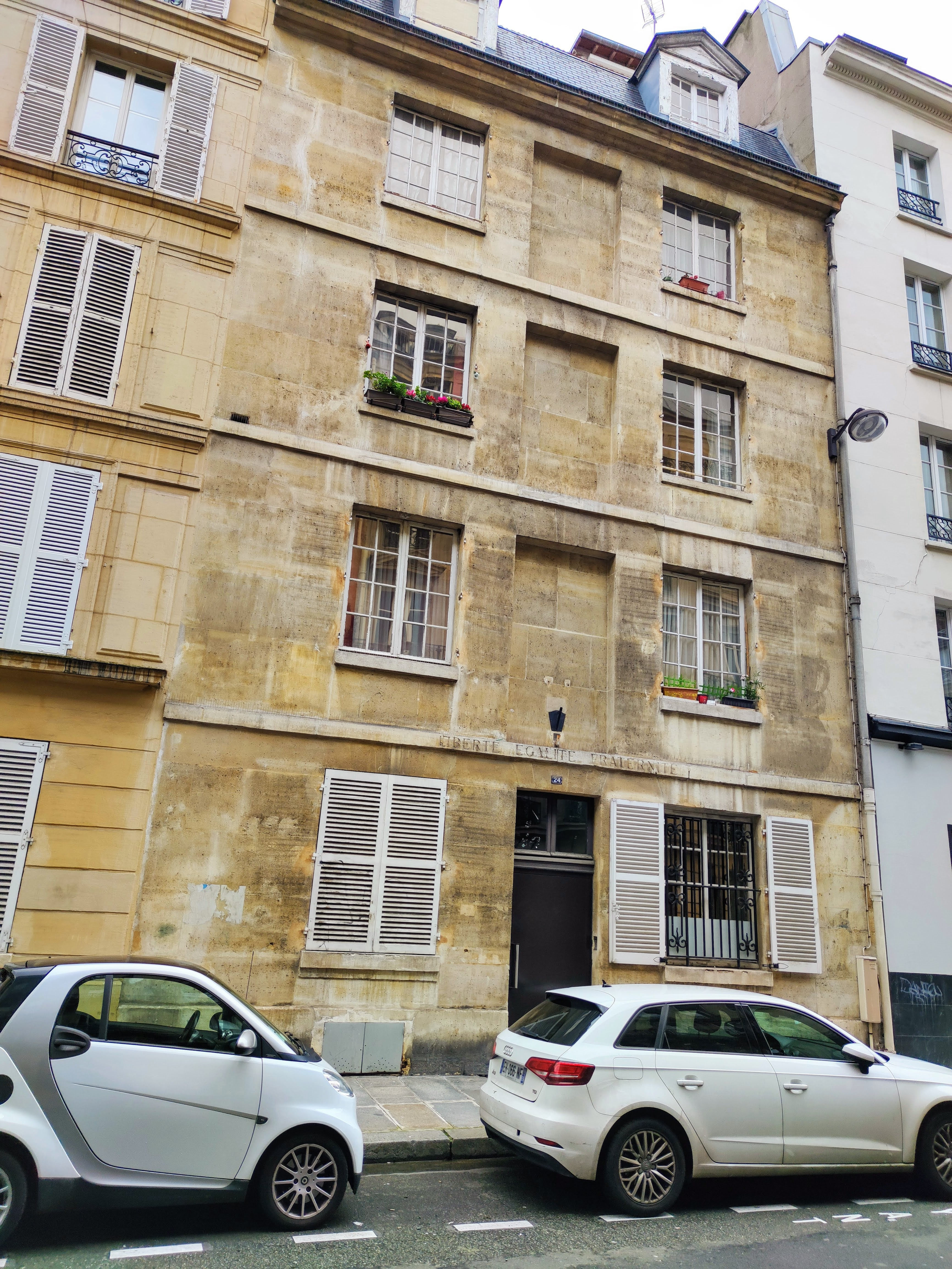
No 24.

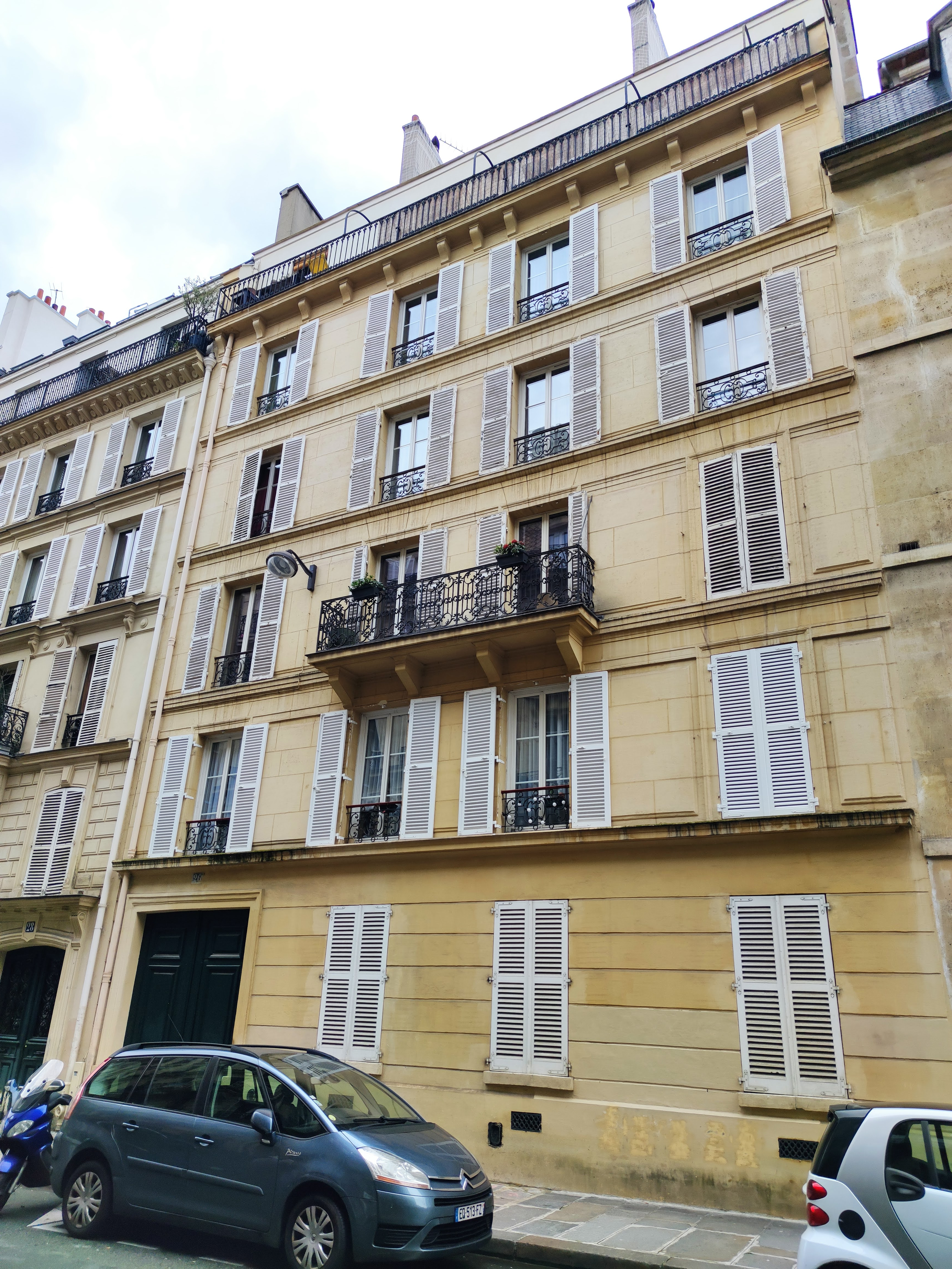
No 26.

- No 24 : en 1920, cet immeuble abrite l’hospice de vieillards Lesecq[4], d’où, sans doute, la devise républicaine gravée au-dessus de l’entrée : « Liberté, Égalité, Fraternité ».